# وابيلباج
وابيلباج هو نهر من، شمال رين -ويستفاليا المانيا.